# Vladimír Pisárik
Vladimír Pisárik (23. prosince 1939 – 2009, Podtureň) byl slovenský fotbalista, útočník.

## Fotbalová kariéra
V československé lize hrál za Dynamo Žilina, Slovan Bratislava a TŽ Třinec. Nastoupil v 69 ligových utkáních a dal 14 gólů. Z ligového Třince odešel do Tatranu Liptovský Mikuláš.

## Ligová bilance
| Ročník                                   | Zápasy | Góly | Klub              |
| ---------------------------------------- | ------ | ---- | ----------------- |
| 1. československá fotbalová liga 1961/62 | 26     | 9    | Dynamo Žilina     |
| 1. československá fotbalová liga 1963/64 | 6      | 1    | Slovan Bratislava |
| 1. československá fotbalová liga 1964/65 | 12     | 0    | Slovan Bratislava |
| 1. československá fotbalová liga 1965/66 | 6      | 1    | Slovan Bratislava |
| 1. československá fotbalová liga 1970/71 | 19     | 3    | TŽ Třinec         |
| CELKEM                                   | 69     | 14   |                   |